# Nandyal
Nandyal – miasto w Indiach, w stanie Andhra Pradesh. W 2011 roku liczyło 211 424 mieszkańców.